# Pan European Game Information
Pan European Game Information, afgekort PEGI, is een Europees leeftijdsclassificatiesysteem. Aan de hand van leeftijds- en inhoudspictogrammen op de hoezen van computerspellen geeft het PEGI-systeem informatie aan ouders en opvoeders over mogelijke ongepaste elementen in computerspellen.
PEGI is opgezet om Europese ouders te helpen weloverwogen beslissingen te nemen over de aankoop van computerspellen. Het systeem werd geïntroduceerd in april 2003 en werd ontwikkeld door de Interactive Software Federation of Europe (ISFE). Het PEGI-systeem verving een aantal nationale leeftijdsclassificatiesystemen door één systeem dat nu in de meeste landen van Europa wordt gebruikt.
Tot een PEGI-classificatie wordt gekomen door het invullen van een (uitgebreide) vragenlijst waarin een aantal verschillende onderwerpen aan bod komt, zoals Geweld, Angst, Seks, Discriminatie, Drugs-/Alcoholgebruik, en Grof taalgebruik. Afhankelijk van de mate waarin deze onderwerpen in een spel voorkomen wordt een bepaalde leeftijdsclassificatie toegekend, alsmede een of meer inhoudspictogrammen. Het Nederlands Instituut voor de Classificatie van Audiovisuele Media (NICAM) en het Britse Video Standards Council (VSC) verzorgen het uitvoerende werk voor het PEGI-systeem. NICAM controleert de inzendingen voor PEGI 3 en PEGI 7 classificaties, VSC neemt PEGI 12, 16 en 18 voor zijn rekening.

## Symbolen
Inhoudspictogrammen op de achterzijde van de verpakking tonen de belangrijkste redenen waarom aan een spel een bepaalde leeftijdsclassificatie is toegekend. Er zijn acht van dergelijke inhoudspictogrammen (twee ervan komen niet voor bij Kijkwijzer).
| Logo | Betekenis        | Classificaties   | Beschrijving van inhoud |
| ---- | ---------------- | ---------------- | --- |
|      | Geweld           | 7, 12, 16, 18    | Het spel bevat uitingen van geweld. Games met PEGI 7 en 12 is dikwijls niet meer dan knock-out meppen. PEGI 16 en 18 tonen bloed en oorlog en andere heftige gewelddadige acties. |
|      | Grof taalgebruik | 12, 16, 18       | Het spel bevat scheldwoorden en/of beledigend taalgebruik. Grof taalgebruik in games met PEGI 3 of 7 wordt door de meeste mensen als komisch gezien en is daarom niet per se schadelijk, vanaf PEGI 12 komen heftigere woorden voor en heeft de grove taal mogelijk negatieve invloed op jongere kinderen. |
|      | Angst            | 7, 12, 16        | Spelelementen kunnen spanningen veroorzaken. Op games voor volwassenen komt dit symbool bijna niet voor, omdat dat ongeloofwaardig over komt. |
|      | Seks             | 12, 16, 18       | Het spel bevat seksuele toespelingen. In games met PEGI 18 worden de seksuele gebeurtenissen meestal neergezet als porno. Op games met PEGI 12 is het vaak enkel naaktheid, zoals bij de The Sims-serie. |
|      | Drugs            | 16, 18           | Het spel toont en/of refereert aan alcoholgebruik. Bedrijven gaan niet in op lichte of zware alcohol en soft- of harddrugs. Bij Kijkwijzer komt dit symbool ook weleens voor op films en series met leeftijdsclassificatie '12', maar de leeftijdsclassificatie wordt in games altijd beperkt tot PEGI 16 of 18, omdat criminele activiteit in games meer wordt verheerlijkt.                                                                                                 |
|      | Discriminatie    | 18               | Het spel bevat discriminerende uitingen. Racisme komt in videospellen niet heel veel voor, maar vaak is het heftiger dan de uitingen van discriminatie van Kijkwijzer en daarom wordt de leeftijdsclassificatie altijd beperkt tot PEGI 18. |
|      | Gokken           | 12, 16, 18       | Spel dat casinospellen bevat en te letterlijk aanmoedigt en/of uitlegt (hetzelfde geval als met grof taalgebruik). Niet zoals bijvoorbeeld Pokémon-games dat spelers de goede combinatie moeten maken of andere games waarin een slotmachine op speelse wijze bediend wordt. Een aantal oudere games waar gokken in een casino of feestzaal gesimuleerd wordt, bevatten PEGI 12 en 16, maar sinds 1 november 2020 wordt de leeftijdsclassificatie altijd beperkt tot PEGI 18. |
|      | Online           | 3, 7, 12, 16, 18 | Het spel kan online met of tegen andere spelers gespeeld worden (in principe niet schadelijk, maar volgens het Wetboek van Strafrecht moet men kleine kinderen nooit onbeheerd laten gamen op het internet, dit alles over Kijkwijzer en PEGI staat allemaal in artikel 240a). |
|      | In-App aankopen  | 3, 7, 12, 16, 18 | Het spel biedt spelers de mogelijkheid om digitale spullen of diensten te kopen met echt geld. Dit zou een loot-box kunnen zijn of het uitschakelen van advertenties. |

De PEGI-leeftijdsclassificatielogo's staan op de voor- en achterkant van de verpakking en geven een van de volgende categorieën aan: 3, 7, 12, 16 en 18. Ze geven een betrouwbare indicatie van de geschiktheid van het spel met het oog op de bescherming van minderjarigen. Bij de leeftijdsclassificatie wordt geen rekening gehouden met de moeilijkheidsgraad of de vaardigheden die nodig zijn om een spel te spelen.
De leeftijdsclassificatielogo's van PEGI zijn (sinds 2010):
|  |  |  |  |  |

Het huidige ontwerp wordt gebruikt sinds 2010. De logo's waren oorspronkelijk zwart-wit, tot juni 2009, toen gekleurde logo's ingevoerd werden.
In Portugal is één leeftijdscategorie aangepast aan de algemene leeftijdsadviezen voor media in Portugal om verwarring te vermijden: PEGI 6 wordt er gebruikt in plaats van PEGI 7. Oorspronkelijk werd ook PEGI 3 er vervangen door PEGI 4, maar dit hield op toen een nieuw decreet van kracht werd in juni 2017 waardoor de laagste leeftijdscategorie veranderde naar 3 jaar. Finland gebruikte aanvankelijk ook aangepaste categorieën: 12 werd 11 en 16 werd 15. PEGI werd op 1 januari 2007 opgenomen in de Finse wetgeving, en sindsdien worden de standaardcategorieën gebruikt.
| Portugal | Portugal |
| -------- | -------- |
|          |          |

| 2003 - 2009 |
| ----------- |
|             |

### Betekenis
- Groen: kindvriendelijk.
- Oranje: ouders moeten goed opletten.
- Rood: niet geschikt voor kinderen.

### Handhaving naleving leeftijdsgrenzen (tot 16 jaar)
Inspecteurs van Agentschap Telecom controleren in opdracht van het ministerie van Justitie of artikel 240a van het Wetboek van Strafrecht wordt nageleefd door verkopers, verhuurder en bioscoopexploitanten. Voor de handhaving wordt gebruik gemaakt van de classificatiesystemen PEGI (videogames) en Kijkwijzer (voor films). In Nederland heeft de 18 jaar rating geen juridische status, omdat artikel 240a van het Wetboek van Strafrecht alleen de verkoop van schadelijke content verbiedt aan personen onder de 16. Agentschap Telecom voert landelijk controles uit bij bijvoorbeeld speelgoedzaken, warenhuizen, cd- en dvd winkels, gameshops, videotheken, filmhuizen, bioscopen, game-events etc. De inspecteurs zijn buitengewoon opsporingsambtenaar en kunnen bij constatering een proces-verbaal opmaken.